# Sunifredo I
Sunifredo I fue conde de Barcelona (844-848), Osona, Besalú, Gerona, Narbona, Agde, Besiers, Lodeva, Magalona, Nimes, Cerdaña, Urgel y Conflent.
Algunos historiadores le atribuyen ser hijo del legendario Bellón, conde de Carcasona, mientras que otros, al identificarlo con el hijo del conde Borrell de Osona del mismo nombre, sugieren que era su yerno.
En 834 fue nombrado conde de Urgel y Cerdaña por Luis el Piadoso emperador del Sacro Imperio Romano Germánico, en esos momentos ocupados por Aznar I apoyado por los musulmanes, y que Sunifredo I conquistó (en 835 la Cerdaña y en 838 el Urgel). A la muerte de Bernardo de Septimania, recibió sus posesiones de Gotia. Posteriormente aumentó sus dominios al pasar a depender el Conflent del condado de Cerdaña, seguramente a la muerte de Bera II.
El emir de Córdoba Abderramán II aprovechó la crisis en la que estaba sumido el Imperio carolingio tras la muerte de Luis el Piadoso para enviar una expedición a Narbona en 841; el ejército invadió el Condado de Barcelona y atravesó la Cerdaña, donde cayó en una celada preparada por Sunifredo. Este éxito debió influir para que el rey franco Carlos el Calvo lo nombrara en 844 conde de Barcelona, Osona, Besalú, Gerona, Narbona, Agde, Beziers, Lodève y Nimes.
Alrededor de 848 perdió el poder y seguramente también la vida al enfrentarse a Guillermo de Septimania, hijo de Bernardo de Septimania, sublevado desde 844 contra Carlos II el Calvo.
Uno de sus hijos, Wifredo, sería en 878 conde de Barcelona como Wifredo el Velloso.
Sunifredo es cabeza de la dinastía más longeva de la historia española, pues se extinguió por línea agnática casi seis siglos más tarde, en 1410, a la muerte del rey Martín I de Aragón.
| Predecesor: Aznar I Galíndez       | Conde de Urgel y Cerdaña 839-848 | Sucesor: Salomón de Urgel-Cerdaña |
| Predecesor: Bernardo de Septimania | Conde de Barcelona 844-848       | Sucesor: Guillermo de Septimania  |